# Gustaf Trotzig
Carl Johan Gustaf Trotzig, född 1937 i Kristianstad, är en svensk professor i arkeologi, kulturminnesvårdare och museiman. Hans specialområden är vikingatiden, särskilt på Gotland, metallhantverk och arkeologisk kommunikation.

## Karriär
Trotzig blev filosofie kandidat vid Lunds universitet 1961, filosofie licentiat där 1967, filosofie doktor 1991 vid Stockholms universitet, docent i laborativ arkeologi 1993 och professor 1999.
Trotzigs första längre anställning var som amanuens och fältarkeolog vid Gotlands fornsal 1961–1968. Samma år fick han anställning vid Riksantikvarieämbetet som antikvarie och blev senare chef för Vårdsektionen 1969–1972 och Allmänna enheten 1972–78. Efter myndighetens omorganisation blev Trotzig chef för Dokumentationsbyrån 1978–87 och efter en ny omorganisation chef för Fornminnesavdelningen 1987–1995. I samband med chefsbytet vid myndigheten övergick han till Historiska museet, först som expert och sedan som forskningschef med ansvar för samlingarna 1996–1997. Följande år blev han akademiråd vid Kungl. Vitterhetsakademien och 1999–2003 var han professor och föreståndare för Arkeologiska forskningslaboratoriet vid Stockholms universitet.
År 1985 utnämndes Trotzig av regeringen till Commissioner General for Cultural Property according to the 1954 Hague Convention for the Protection of Cultural Property in the Case of Armed Conflict. Mellan 1986 och 1992 var han medlem av beredningsgruppen för forskningsansökningar till SAREC-SIDA, för Humanistiska forskningsrådet 1993–95 samt för Europakommissionen beträffande ansökningar till Raphaelprogrammet 1996.
Vid Riksantikvarieämbetet var Trotzig programansvarig för vetenskapligt samarbete beträffande arkeologi och kulturmiljövård inom det svenska biståndsprogrammet för Moçambique, Zimbabwe, Tanzania, Kenya, Somalia, Madagaskar och Komorerna 1980–93.
Trotzig var huvudredaktör för tidskriften Fornvännen 1997–2007 och ledamot av en arbetsgrupp vid Högskoleverket för utvärdering av arkeologiämnet vid svenska universitet och högskolor 2008. Han är ledamot av Jernkontorets bergshistoriska utskott och underkommittéer sedan 1982.
Åren 1989–1991 var Trotzig ordförande i kommittén vid Europarådet för utarbetande av Europakonventionen till skydd för det arkeologiska kulturarvet, ”Vallettakonventionen”, 1989–91 samt därefter ordförande i den arkeologiska expertkommittén 1991–98.
År 1993 ledde Trotzig Europarådets delegation för rådgivning beträffande världsarvet Stonehenge och var ansvarig för Europarådets Bronze Age Campaign 1994–97 samt var sakkunnig vid utformningen av ett världsarvsområde på Orkney 1999.
Trotzig var ordförande för Sveriges museimannaförbund 1972–77 samt för Svenska arkeologiska samfundet 1978–1981 och 1993–1997.
År 2010 invaldes Trotzig som korresponderande ledamot av Vitterhetsakademien.

## Släkt
Trotzig är far till författaren Astrid Trotzig, bror till konstnären Ulf Trotzig och svåger till författaren Birgitta Trotzig. Författaren Elisabeth Rynell är hans systerdotter.